# Сподње Хоче
Сподње Хоче (словен. Spodnje Hoče) је градић и управно средиште општине Хоче-Сливница, која припада Подравској регији у Републици Словенији.
По попису становништва из 2011. године, насеље Сподње Хоче имало је 2.555 становника.